# Электрические соединители Molex
Электрические соединители Molex — общее название электрических соединителей, разработанных и/или выпускаемых фирмой Molex.

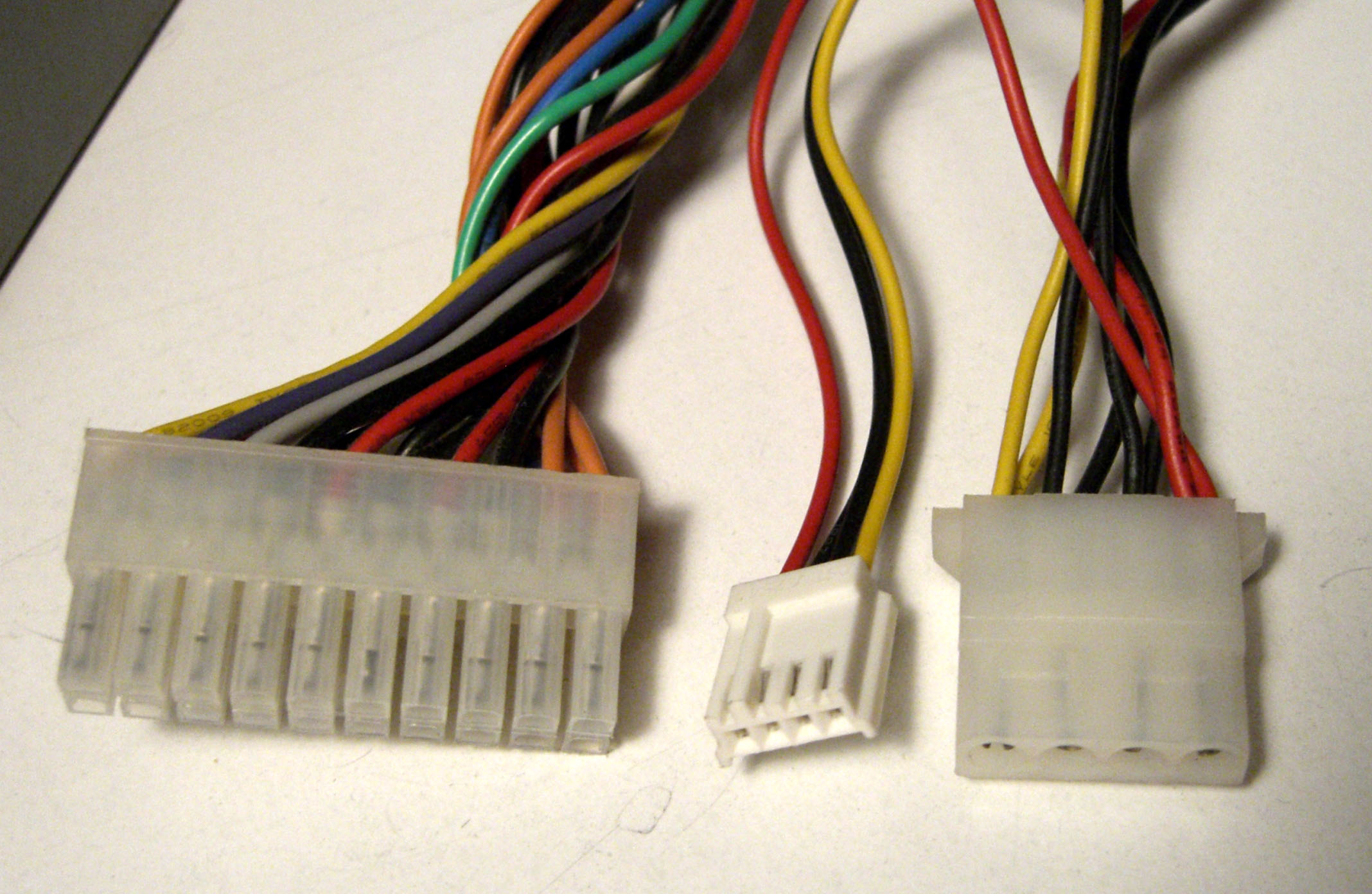
Разъёмы Molex: ATX12V для подключения основного питания материнской платы, питания периферийного устройства 12 и 5 Вольтами мини- (обычно, дисковод) и обычного размера (Molex 8981)

## Разъёмы, применяемые вкомпьютере
Разъёмы, разработанные Molex Connector Company и начавшие активно продвигаться в конце 1950-х — начале 1960-х, соответствуют практике принятой в построении электрических систем: соединитель представляет собой парное устройство, принимающая часть (вилка), имеет наружную оболочку; источник питания/сигнала (розетка) предназначена для подключения внутри соединителя.
Этот стиль соединителя на своём пути к становлению стандарта де-факто был впервые использован как компьютерный соединитель в дисководах в конце 1970-х, изначально на дискетных дисководах, разработанных фирмой Shugart, а также в 1979 году на Atari.
Есть три установленных размера контактов: 1,57 мм (0,062 ″), 2,36 мм (0,093 ″), и 2,13 мм (0,084 ″). 1,57 миллиметровый контакт может обеспечить нагрузку током до 5 ампер; 2,36-миллиметровый может подвести до 8,5 ампер.
Количество контактов варьируется от 2 до 24.
Корпус обычно плоский, прямоугольной формы и изготовлен из эколона.

### Разъёмы компании AMP
Компания AMP (после слияния бизнеса вошедшая в TE Connectivity) в октябре 1963 года представила разъём Mate-n-Lok. Он был похож на запатентованный компанией Molex разъём, но не был с ним совместим. В нём были такие усовершенствования, как наличие ключа для предотвращения неправильного подключения. Конструкция разъёма Mate-n-Lok привела к появлению нескольких типов разъёмов, которые стали использоваться для подключения питания в настольных ПК из-за их простоты, надёжности, гибкости и низкой стоимости. Несмотря на то, что он не был разработан компанией Molex, он более широко известен как «разъём Molex».

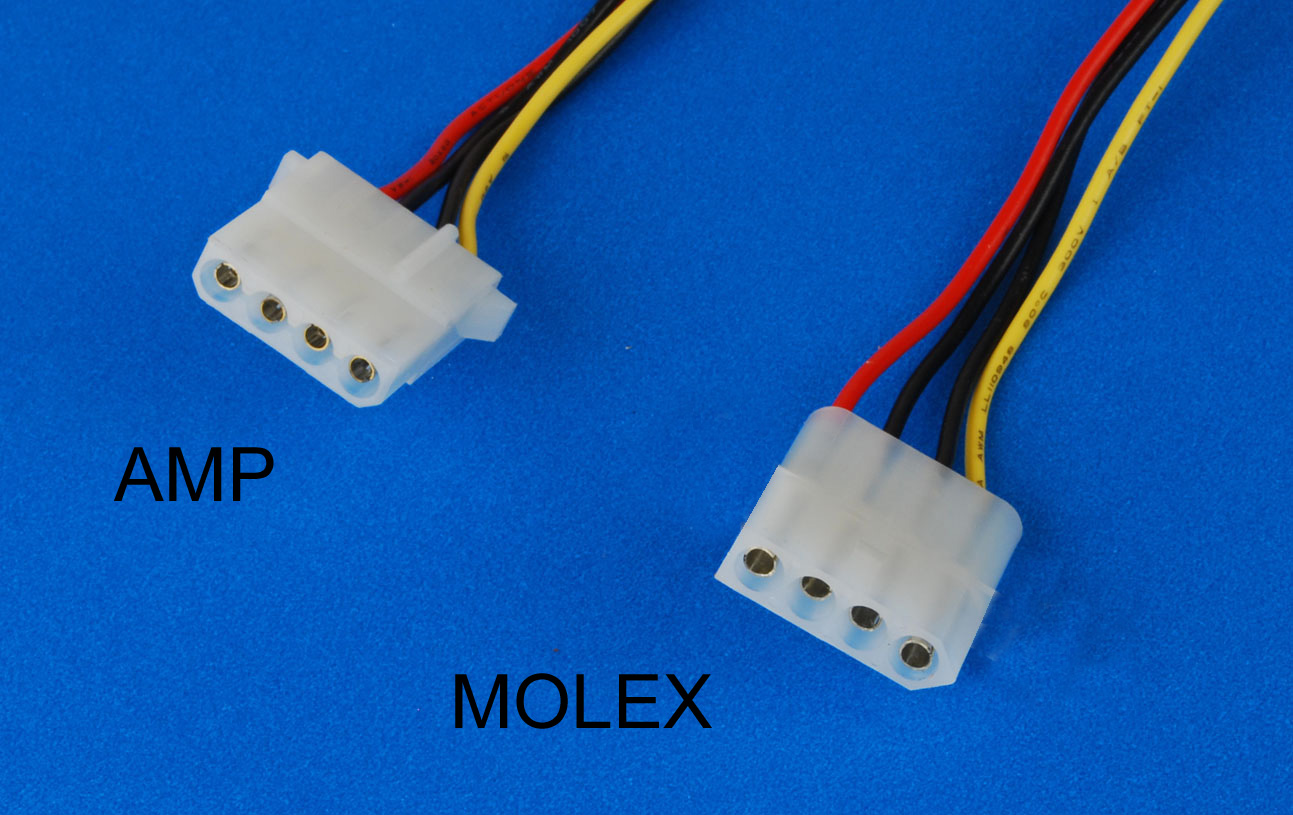
Разъёмы силового питания AMP Mate-n-Lok и Molex 8981 0.093-inch

### Разъём питания ATA-устройств (Molex 8981)

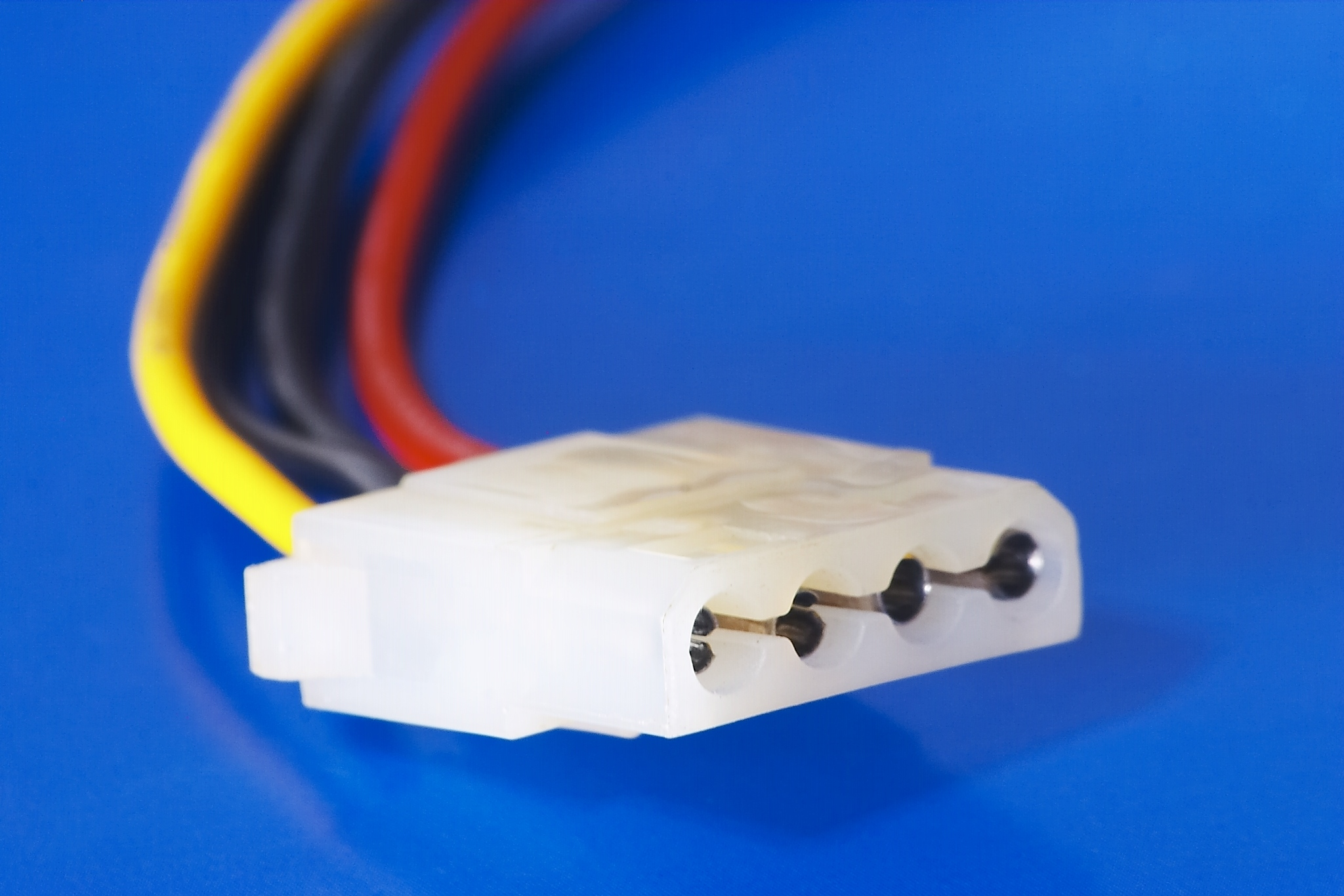
Розетка Molex 8980

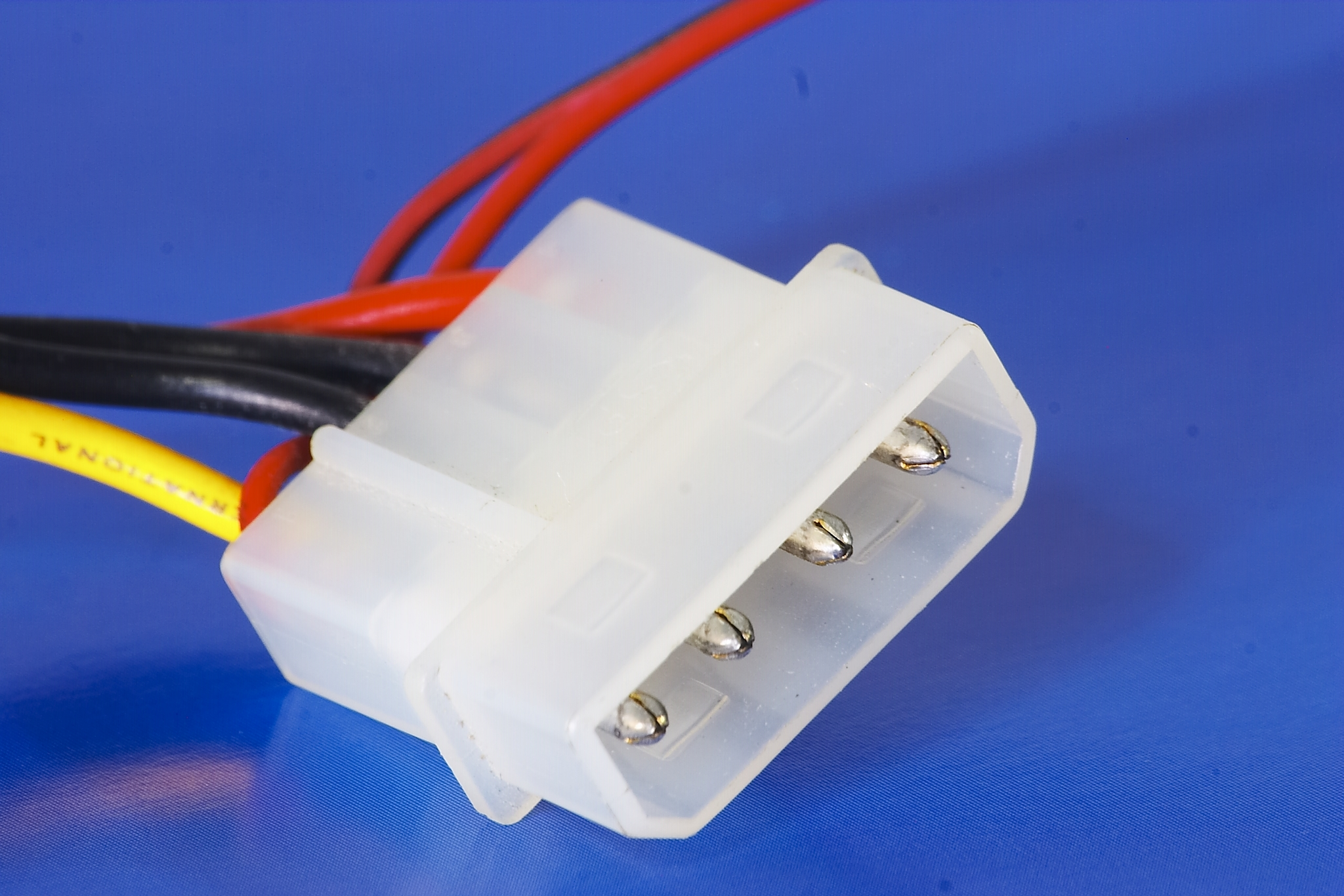
Вилка Molex 8981

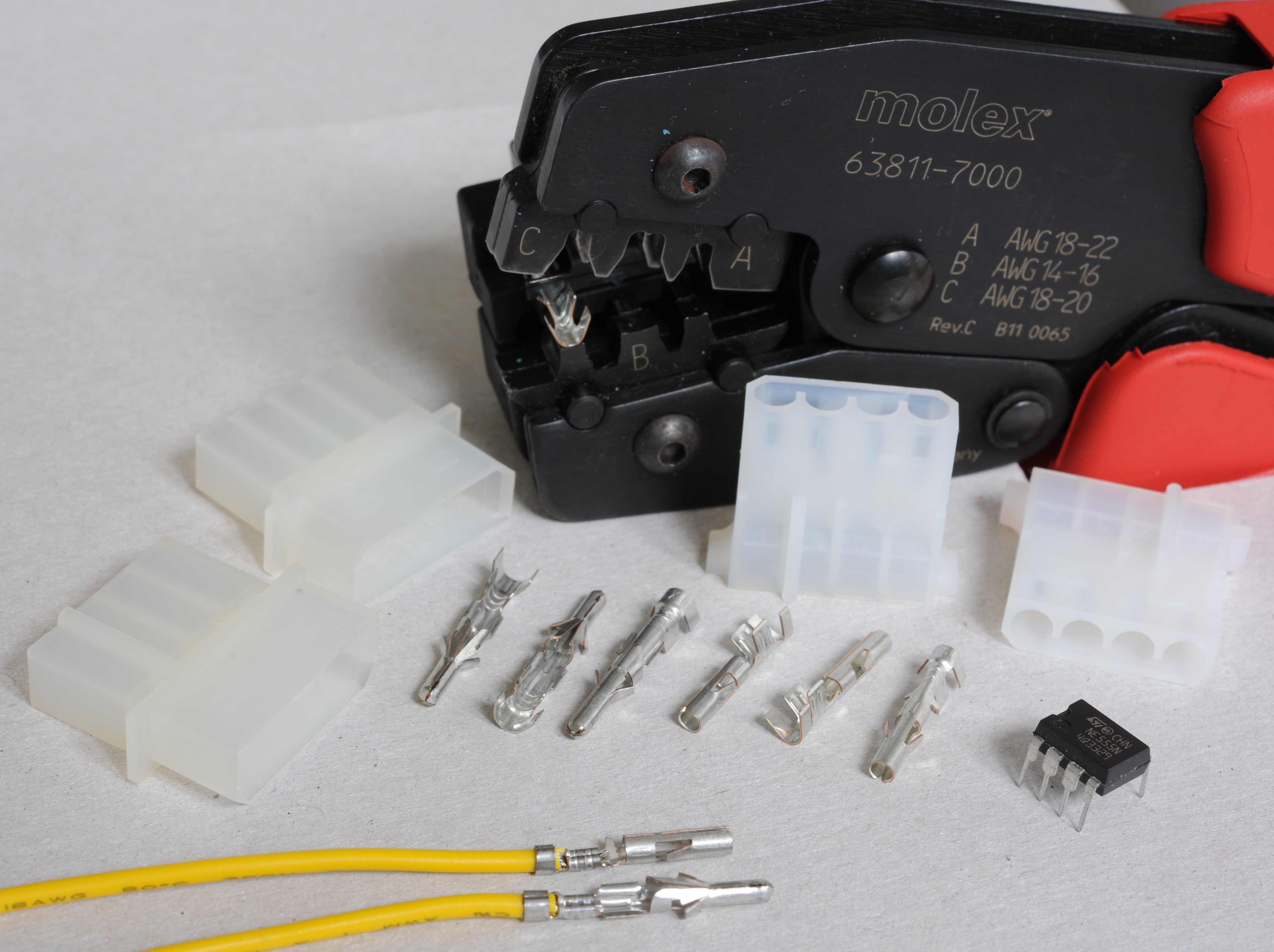
Для создания разъёма, контактные штырьки в разъёмах Molex часто обжимаются, для этого пользуются специальным инструментом.

Один из самых популярных в настольной компьютерной технике — 4‑контактный разъём питания для всех PATA накопителей на жёстких дисках и оптических дисководов, дисководов начального уровня с интерфейсом SCSI, различных периферийных устройств и корпусных вентиляторов размером более 50 мм. Имеет эквивалент, производимый AMP (теперь часть Tyco Electronics) и имеющий обозначение AMP Commercial MATE-N-LOK 2.13 mm pin connector.
В разъёме использована вилка типа MOLEХ 8981-04P (или эквивалентная) с контактами AMP 61314-1 (или эквивалентными). Провод толщиной 18 AWG имеет цветную изоляцию трёх цветов (жёлтый — +12 вольт, красный — +5 вольт, чёрный — земля).
Пластмассовый разъём, шириной 21 миллиметр и высотой 6 миллиметров, имеет чёткие грани на верхней стороне, которые служат своеобразным «ключом», препятствующим неверной ориентации разъёма при подключении.
Разъём не имеет дополнительных защёлок, фиксация осуществляется лишь за счёт трения контактов вилки и гнезда и их корпусов — вследствие этого новый разъём бывает тяжело подключить, а со временем, под воздействием вибрации, разъём постепенно разбалтывается и требует вставки уплотнителя или периодической подтяжки. Кроме этого, контакты недостаточно жёстко зафиксированы в корпусе как вилки, так и розетки, так что, в случае недостаточно качественного изготовления, их несовпадение в ряд затрудняет монтаж, а недостаточная изоляция друг от друга может привести к короткому замыканию.
| Вывод # | Цвет | Цвет    | Назначение    |
| --- | ---- | ------- | ------------- |
| 1 |      | Жёлтый  | +12 вольт     |
| 2 |      | Чёрный  | Земля для 12V |
| 3 |      | Чёрный  | Земля для 5V  |
| 4 |      | Красный | +5 вольт      |
| Подключив жёлтый провод к "+" электроприбора или компонента (например, вентилятора корпуса), не имеющего общей земли с блоком питания, а красный - к "-", можно добиться подачи на него напряжения 7 вольт. |      |         |               |

На базе Molex 8981 существует множество адаптеров питания
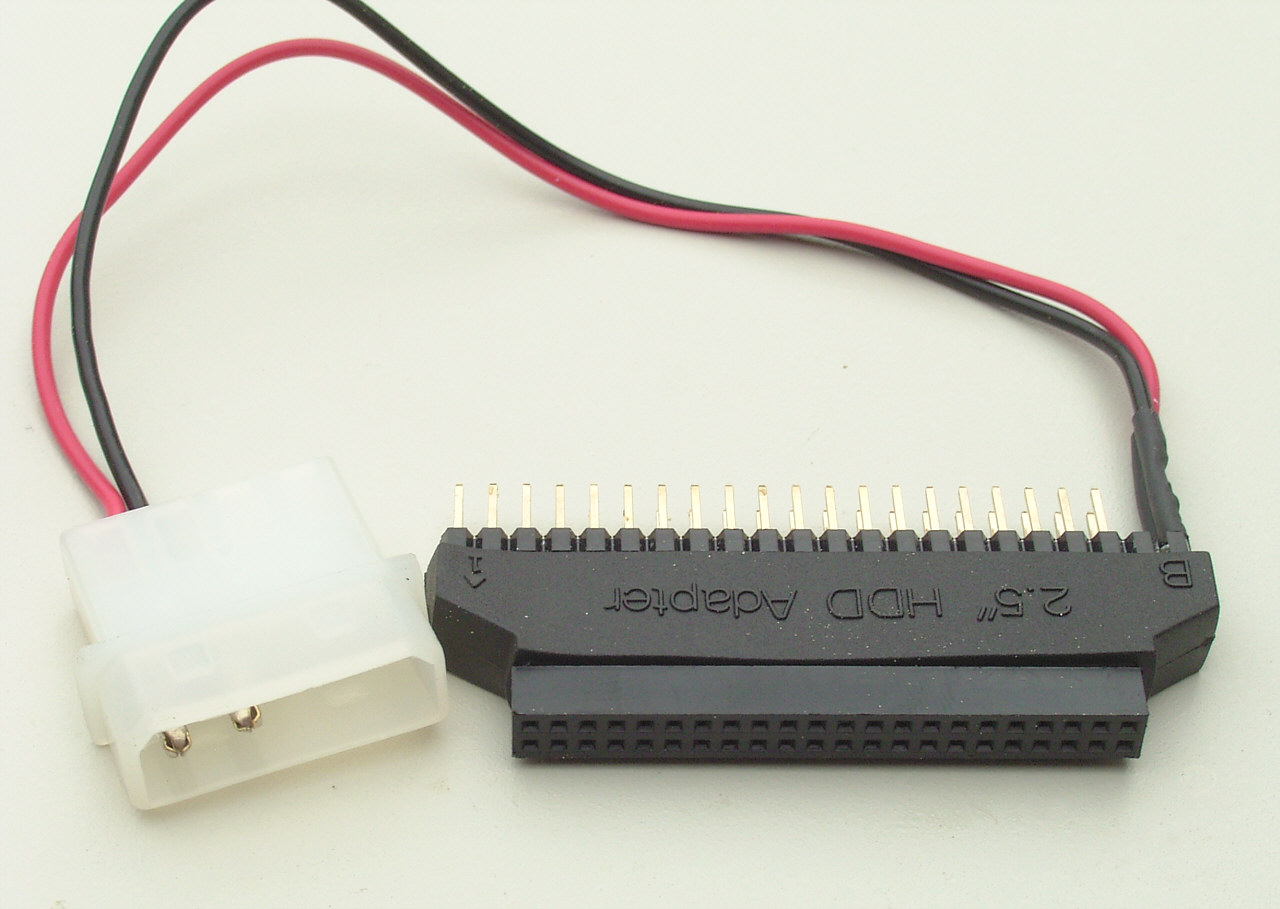
Кабель-адаптер для подключения питания жёстких дисков формата 2,5"
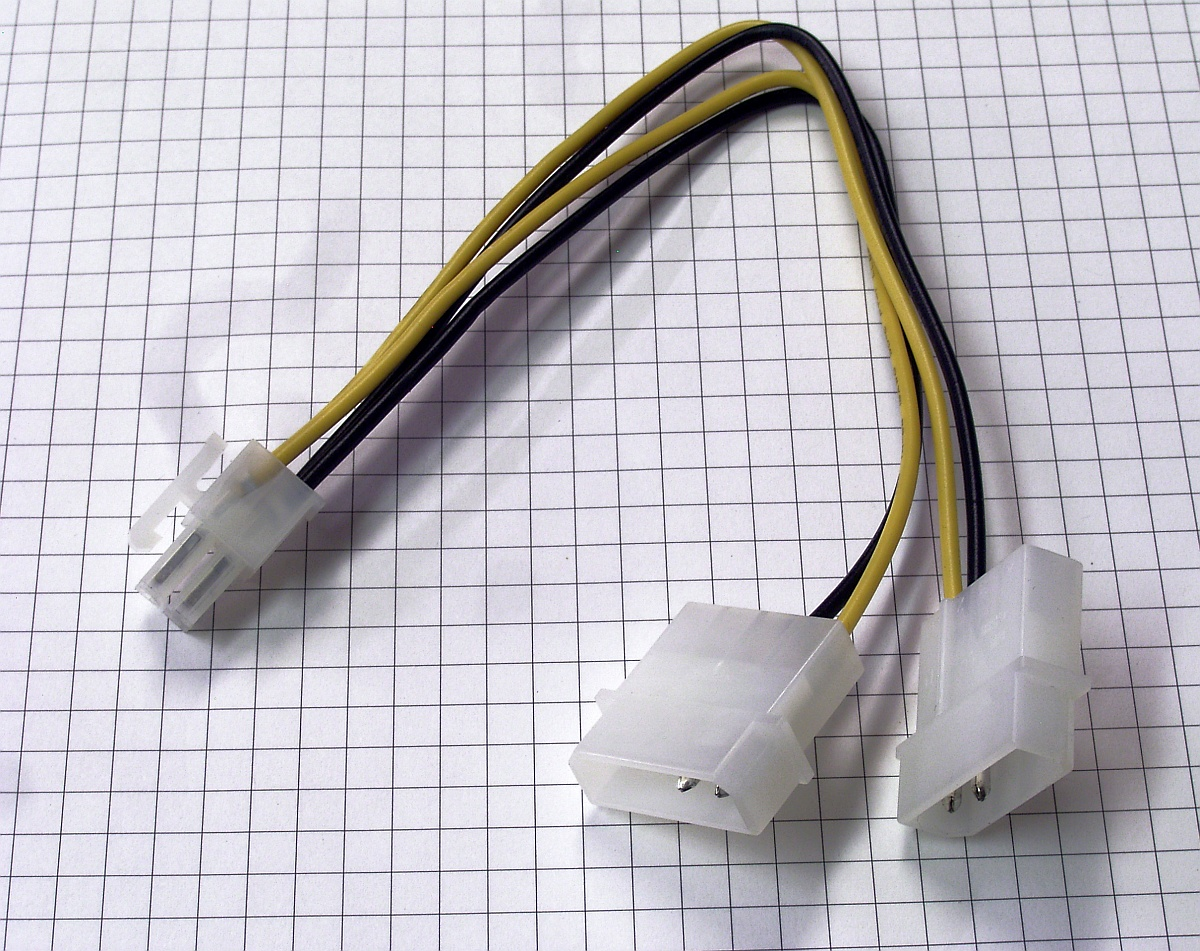
Кабель-адаптер для подключения питания процессора к разъёму P4 power connector, при отсутствии на блоке питания.
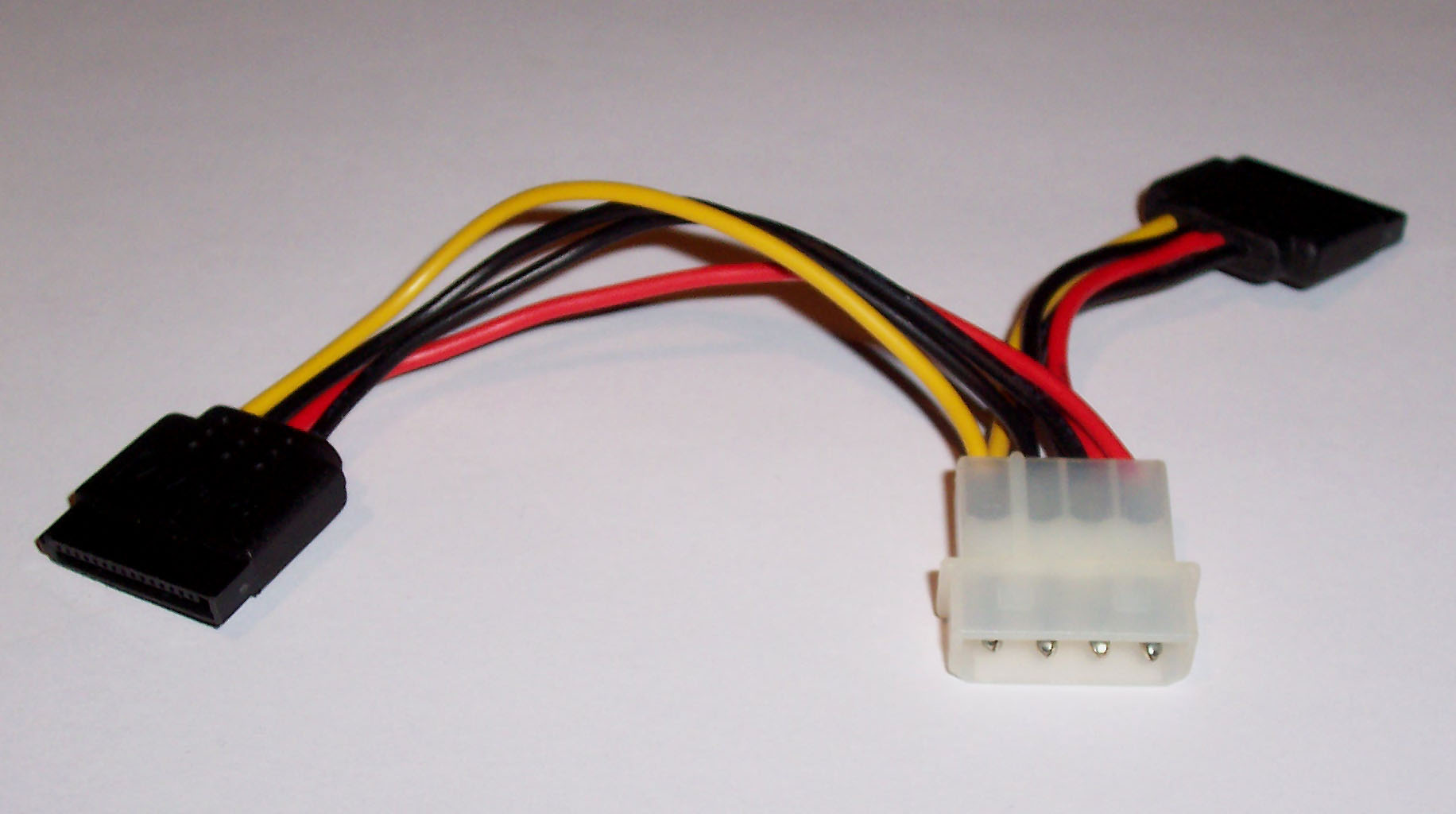
Кабель-адаптер для подключения питания SATA-устройства, взамен отсутствующего/недостающего на блоке питания разъёма.
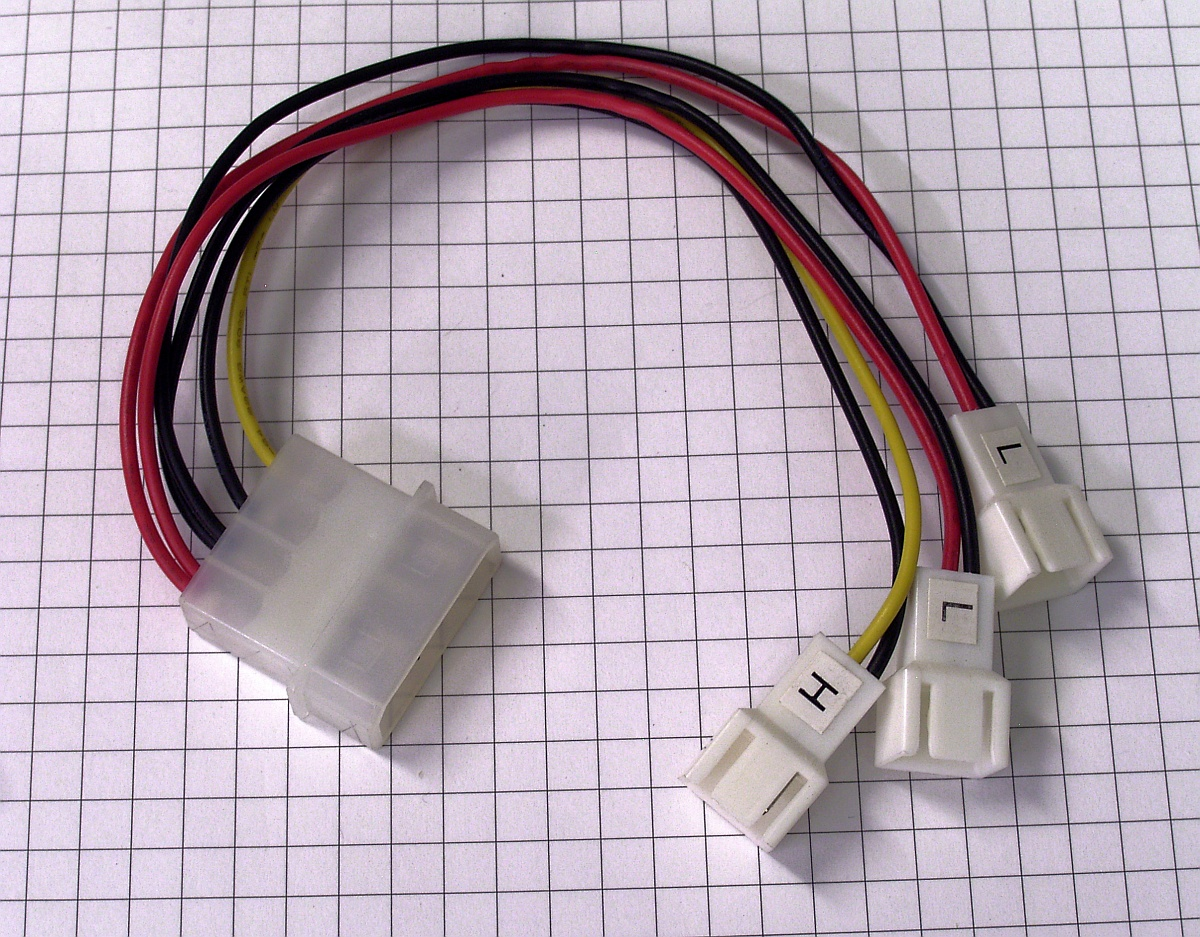
Кабель-адаптер для подключения питания вентиляторов, взамен отсутствующих/недостающих разъёмов. При этом теряется возможность контроля скорости вращения крыльчатки вентилятора, так как подключается только питание вентилятора, без сигнального провода с тахометра.
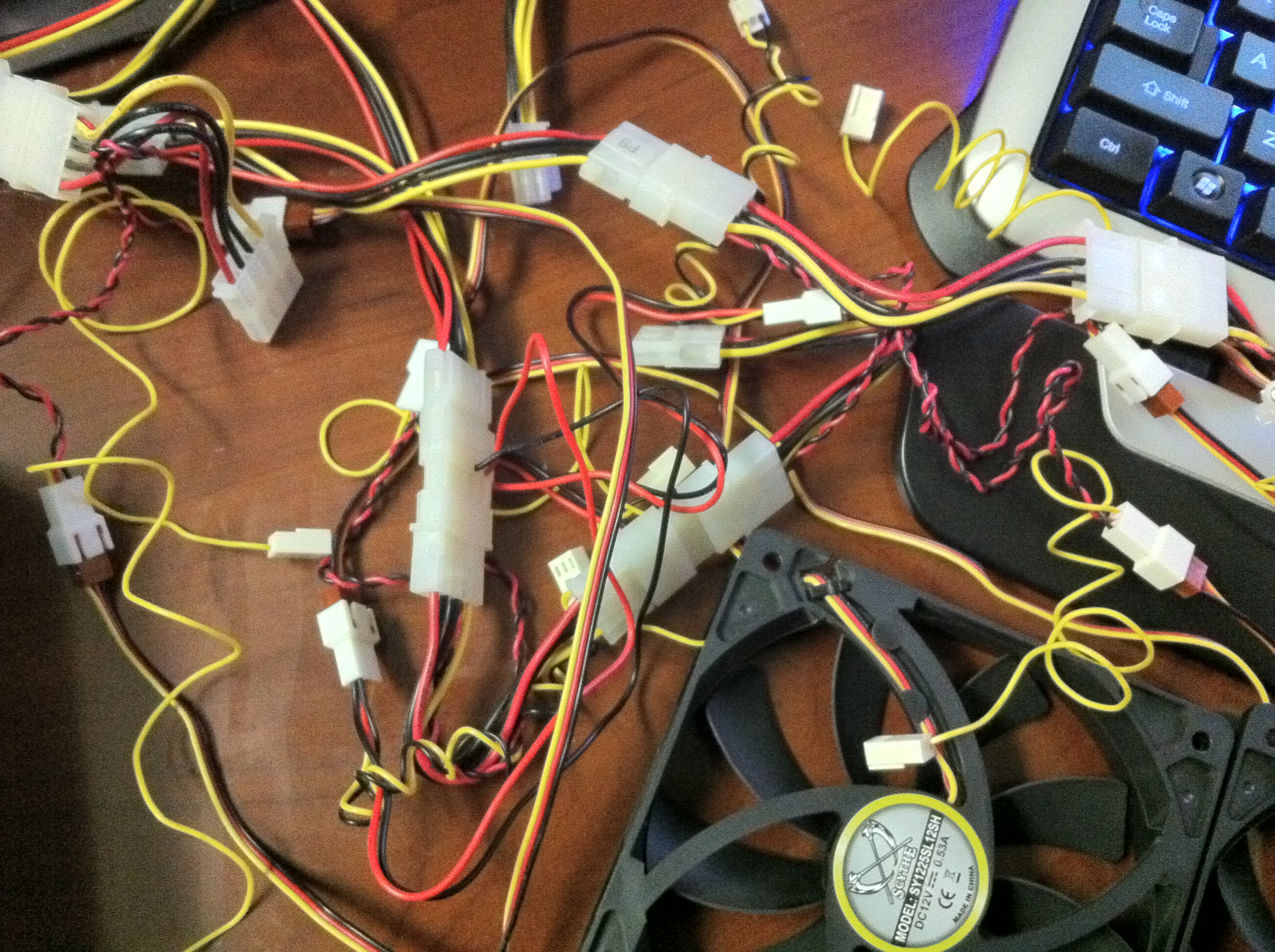
При помощи переходников-адаптеров можно обеспечить питанием необходимые компоненты компьютера, например множество корпусных вентиляторов...
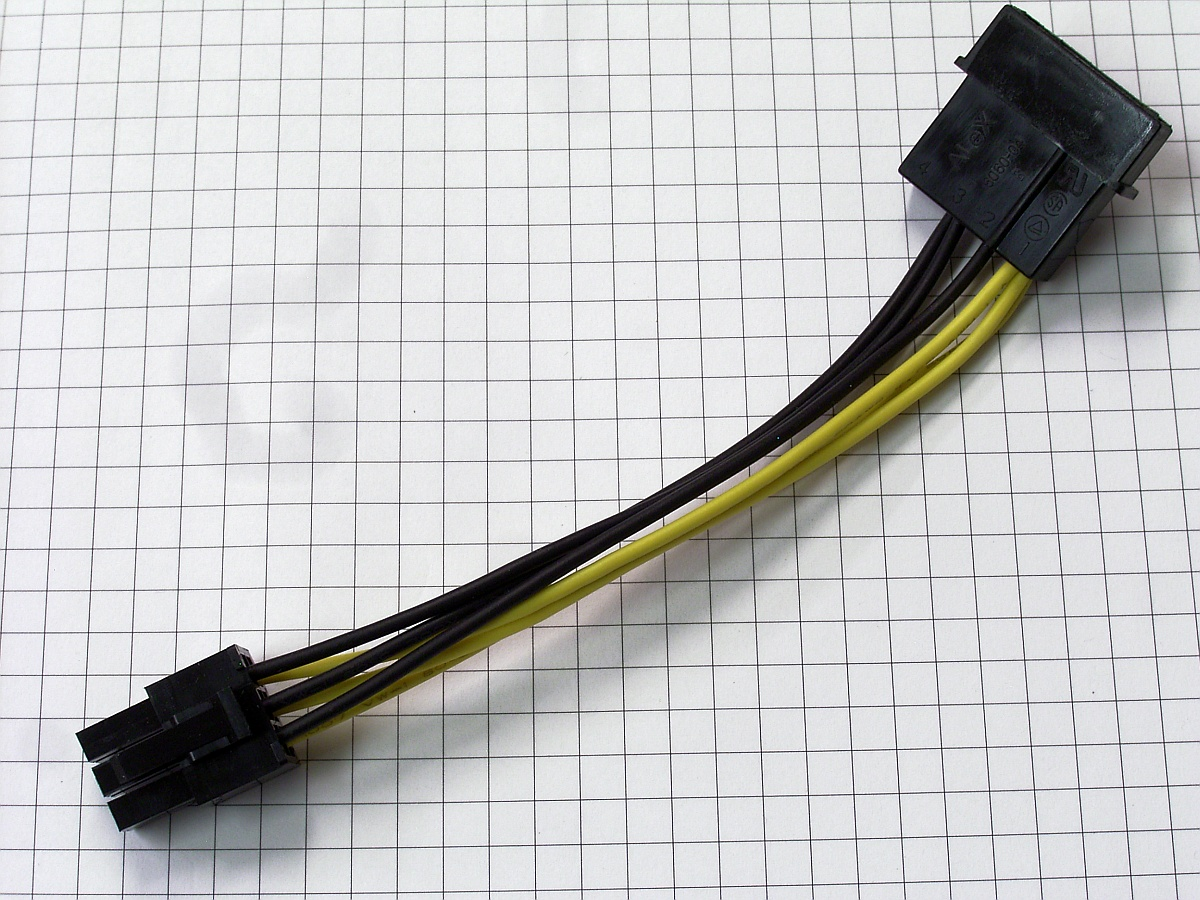
... или мощную видеокарту.

### Разъёмпитанияматеринской платы(Molex Mini-fit Jr)

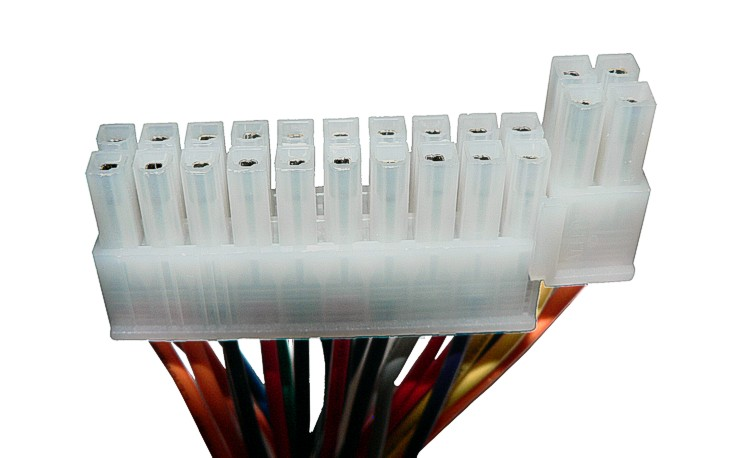
Большинство материнских плат, работающих на ATX12V 2.0, поддерживают также блоки питания ATX v1.x (четыре контакта остаются незадействованными), для этого некоторые производители делают колодку новых четырёх контактов отстёгивающейся.

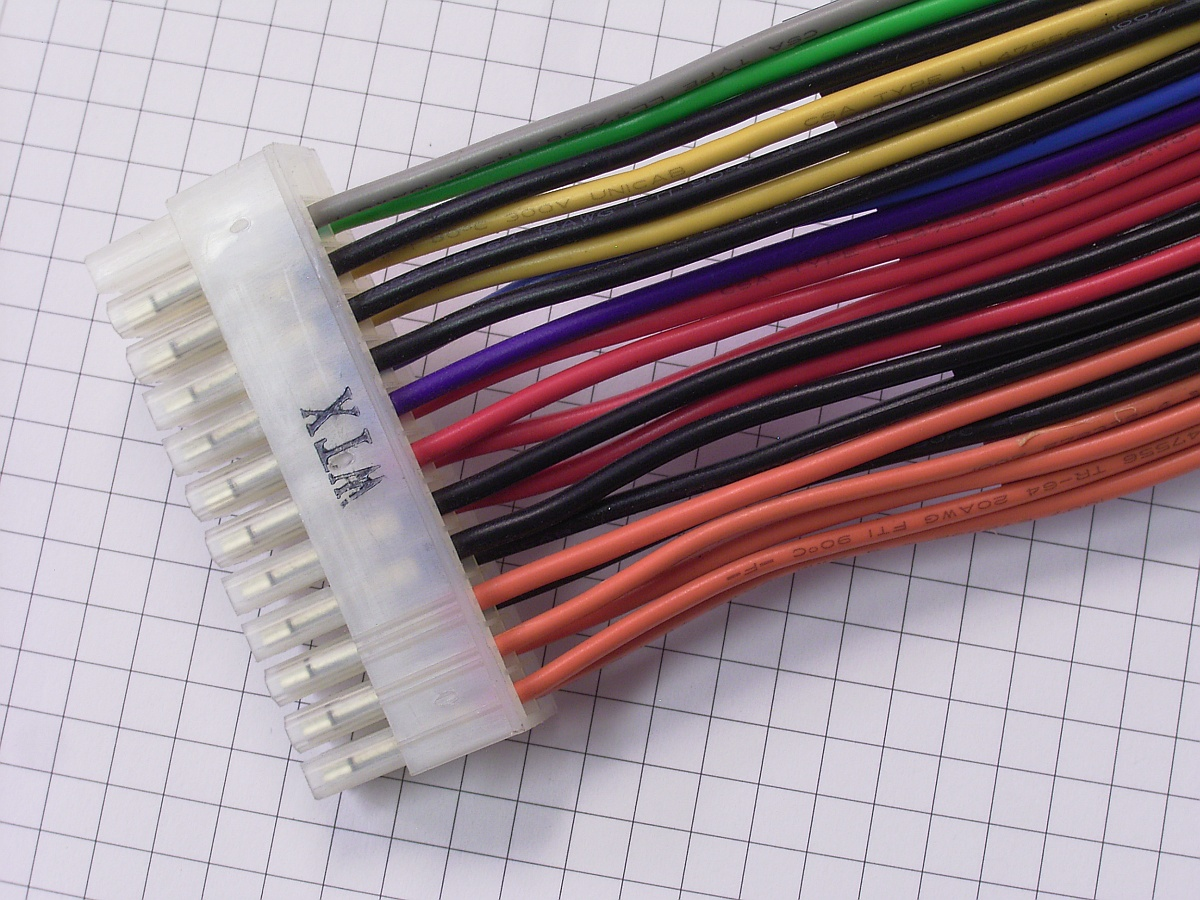
Цвет и толщина провода выбраны не случайно.

20- и 24-контактный разъём основного питания +12V1DC создан для поддержки материнских плат с шиной PCI Express, потребляющей 75 Вт. 
В стандарте ATX12VO используется 10-контактный разъем.
В разъёме использована вилка типа MOLEХ 24 Pin Molex Mini-Fit Jr. PN# 39-01-2240 (или эквивалентная) на стороне БП с контактами типа Molex 44476-1112 (HCS) (или эквивалентная); розетка ответной части на материнской плате типа Molex 44206-0007 (или эквивалентными).
| Цвет | Сигнал     | Контакт | Контакт | Сигнал       | Цвет         |
| --- | ---------- | ------- | ------- | ------------ | ------------ |
| Оранжевый | +3.3 V     | 1       | 13      | +3.3 V       | Оранжевый    |
| Оранжевый | +3.3 V     | 1       | 13      | +3.3 V sense | Коричневый   |
| Оранжевый | +3.3 V     | 2       | 14      | −12 V        | Синий        |
| Чёрный | Земля      | 3       | 15      | Земля        | Чёрный       |
| Красный | +5 V       | 4       | 16      | Power on     | Зелёный      |
| Чёрный | Земля      | 5       | 17      | Земля        | Чёрный       |
| Красный | +5 V       | 6       | 18      | Земля        | Чёрный       |
| Чёрный | Земля      | 7       | 19      | Земля        | Чёрный       |
| Серый | Power good | 8       | 20      | Не подключен | Не подключен |
| Фиолетовый | +5 VSB¹    | 9       | 21      | +5 V         | Красный      |
| Жёлтый | +12 V      | 10      | 22      | +5 V         | Красный      |
| Жёлтый | +12 V      | 11      | 23      | +5 V         | Красный      |
| Оранжевый | +3.3 V     | 12      | 24      | Земля        | Чёрный       |
| Три затененных контакта (8, 13 и 16) — сигналы управления, а не питания. - Power On подтягивается на резисторе до уровня +5 Вольт внутри блока питания, и должен быть низкого уровня для включения питания. - Power good держится на низком уровне, пока на других выходах ещё не сформировано напряжение требуемого уровня. - Провод +3.3 V sense используется для дистанционного зондирования. |            |         |         |              |              |
| Примечание 1: VSB, а также сокращение до букв SB (англ. standby, дежурный режим) в названии касаются использования линий обеспечения питания в дежурном режиме |            |         |         |              |              |
| Контакт 20 (и белый провод) используется для обеспечения −5 В постоянного тока в ATX и ATX12V версии до 1.2. Это напряжение не является обязательным уже в версии 1.2 и полностью отсутствует в версиях 1.3 и старше. |            |         |         |              |              |
| В 20-контактный версии отсутствуют контакты 11, 12, 23 и 24. Правые контакты нумеруются с 11 по 20. |            |         |         |              |              |
| Провод +3.3 VDC (оранжевого цвета) и отводка +3.3 V sense (коричневого цвета), подключенные к 13-му контакту, имеют толщину 22 AWG; все остальные провода — толщину 18 AWG |            |         |         |              |              |

### Другие разъёмы питания компьютера
Аналогичны основному разъёму питания материнской платы и другие разъёмы питания:
- 4-контактный разъём ATX12V (именуемый также P4 power connector) — вспомогательный разъём для питания процессора: вилка типа MOLEX 39-01-2040 (или эквивалентная) с контактами Molex 44476-1112 (HCS) (или эквивалентными); розетка ответной части на материнской плате типа Molex 39-29-9042 (или эквивалентная). Провод толщиной 18 AWG.
- 8-контактный вспомогательный разъём для питания материнской платы и процессора 12 В — EPS12V (англ. Entry-Level Power Supply Specification) расширяет ATX12V в случае построения мощной (свыше 700 Вт) вычислительной системы.
- 5-контактный разъём MOLEX 88751 для подключения питания SATA-устройств; состоит из корпуса типа MOLEX 675820000 (или эквивалентного) с контактами Molex 675810000 (или эквивалентными)[4].
- 6-, 8- или 16-контактные разъёмы для питания PCI Express x16 видеокарт.